# 小楠村
小楠村（法語：Nant-le-Petit）是法国默兹省的一个市镇，属于巴勒迪克区和昂塞维尔县（Ancerville）。该市镇总面积9.02平方公里，2009年时的人口为86人。

## 人口
小楠村人口变化图示